# Alchornea lojaensis
Alchornea lojaensis är en törelväxtart som beskrevs av Ricardo de Sousa Secco. Alchornea lojaensis ingår i släktet Alchornea och familjen törelväxter.
Artens utbredningsområde är Ecuador. Inga underarter finns listade i Catalogue of Life.